# Hispanisme
Een hispanisme is een woord dat, of een zinswending of conventie die is overgenomen uit, of gevormd naar het voorbeeld van het Spaans.
In gezaghebbende taalvoorschriften worden hispanismen afgekeurd als strijdig met het eigen karakter van de taal waarin zij zijn overgenomen.